# Žerjavovci
Žerjávovci (včasih tudi močvírniki) (znanstveno ime Gruiformes) so red ptic, v katerega običajno spada devet (tudi 12) družin, ki na prvi pogled nimajo nič skupnega:
- Aramidae
- Psophiidae
- tukalice Rallidae
- Heliornithidae
- Rhynochetidae
- Eurypigidae
- Cariamidae
- droplje Otididae
- žerjavi Gruidae

Red žerjavovcev vsebuje okoli ? vrst. V Evropi in v Sloveniji živijo le družine tukalic, dropelj in žerjavov.